# East Harlem
East Harlem, också känt som Spanish Harlem och El Barrio, är en del av Harlem på den nordöstra delen av Manhattan i New York med övervägande latinamerikansk befolkning. Förr var det känt som Italian Harlem men sedan 1950-talet har många puertoricaner flyttat in i området. De senaste åren har även mexikanska immigranter bosatt sig här. East Harlem sträcker sig från East 96th Street till East 125th Street och är beläget mellan Upper East Side, East River, Harlem och Central Park.